# Vain Glory Opera
Vain Glory Opera je druhé studiové album německé powermetalové hudební skupiny Edguy. Vydáno bylo 15. ledna 1998 vydavatelstvím AFM Records. Nahrávalo se ve finském studiu Finnvox pod dohledem Tima Tolkkiho, na kterého se Edguy obrátili po špatných zkušenostech s nahráváním předchozí desky Kingdom of Madness (1997). Pár dní před vstupem do studia skupinu opustil náladový bubeník Dominik Storch a jako dočasná náhrada byl vybrán Frank Lindenthal, přítel zpěváka Tobiase Sammeta.

## Seznam skladeb
Všechny skladby napsal(i) Tobias Sammet, není-li uvedeno jinak. 
| Pořadí         | Název                               | Autor                                             | Délka |
| -------------- | ----------------------------------- | ------------------------------------------------- | ----- |
| 1.             | Overture                            |                                                   | 1:31  |
| 2.             | Until We Rise Again                 |                                                   | 4:28  |
| 3.             | How Many Miles                      | Sammet, Edguy                                     | 5:39  |
| 4.             | Scarlet Rose                        |                                                   | 5:10  |
| 5.             | Out of Control (feat. Hansi Kürsch) | Sammet, Edguy                                     | 5:04  |
| 6.             | Vain Glory Opera                    |                                                   | 6:08  |
| 7.             | Fairytale                           | Sammet, Edguy                                     | 5:11  |
| 8.             | Walk On Fighting                    | Sammet, Edguy                                     | 4:46  |
| 9.             | Tomorrow                            |                                                   | 3:53  |
| 10.            | No More Foolin'                     | Sammet, Edguy                                     | 4:55  |
| 11.            | Hymn (Ultravox cover)               | Midge Ure, Billy Currie, Chris Cross, Warren Cann | 4:53  |
| Celková délka: | Celková délka:                      | Celková délka:                                    | 51:31 |

| Bonus v japonské edici | Bonus v japonské edici | Bonus v japonské edici |
| Pořadí                 | Název                  | Délka                  |
| ---------------------- | ---------------------- | ---------------------- |
| 12.                    | But Here I Am          | 4:36                   |

## Obsazení
- Tobias Sammet – zpěv, baskytara, piano
- Jens Ludwig – kytara
- Dirk Sauer – kytara

Hosté
- Frank Lindenthal – bicí
- Ralf Zdiarstek, Norman Meiritz, Andy Allendörfer, Hansi Kürsch – doprovodný zpěv
- Timo Tolkki – kytara